# Berkeley Springs
La ville de Berkeley Springs est le siège du comté de Morgan, situé dans l’État de Virginie-Occidentale, aux États-Unis. Sa population s’élevait à 624 habitants lors du recensement de 2010, estimée à 610 habitants en 2016.
La ville est incorporée sous le nom de Bath mais est plus souvent identifiée sous son nom postal de Berkeley Springs. Elle fait partie de la zone métropolitaine d'Hagerstown (en). C'était une destination prisée
au début de l'histoire du pays. Les sources minérales attiraient beaucoup de visiteurs depuis les villes proches, dont George Washington et James Rumsey (en).
Berkeley Springs est jumelée avec Bath en Angleterre, dont elle partage le nom. Le tourisme continue d'être la principale source de revenus de la ville devenue une station thermale. On y trouve également une communauté d'artistes qui représentent 1 % de la population totale.

## Histoire
En 1748, George Washington, âgé de 16 ans, découvre la région. Il y revient plusieurs fois avec son demi-frère qui venait se soigner aux sources chaudes. En 1767, il écrit dans ses notes que la ville est active. Elle est devenue un lieu de villégiature de l'élite de Virginie.
À la suite de la déclaration d'indépendance, une ville est aménagée autour des sources et appelée Bath en référence à son homologue anglaise. Washington en est un des premiers propriétaires terriens.
La population de la ville augmente rapidement après la fin de la guerre d'indépendance des États-Unis.
Elle acquiert la réputation d'une ville de plaisirs où l'on vient manger, boire, danser et parier sur les courses de chevaux.
Bath devient plus connue sous le nom de « Berkeley Springs » en 1802 quand le système postal de Virginie est créé. Il existe en effet une autre ville appelée « Bath » dans l'État et, comme à l'époque, la ville fait partie du comté de Berkeley, elle prend le nom des sources (en anglais springs) du comté.

## Géographie
La ville est située dans les Appalaches à 26 km de Martinsburg et 36 miles d'Hagerstown. La principale route qui la traverse est l'U.S. Route 522.
Elle est nichée à l'extrême nord de la vallée de Shenandoah, à une altitude d'environ 150 mètres.

### Climat
Il existe quatre saisons distinctes. L'été est généralement chaud, l'hiver est plutôt imprévisible avec des précipitations neigeuses fréquentes d'une dizaine de centimètres. Le printemps est la saison la plus arrosée.
En septembre 2012, un orage a provoqué dans la ville une inondation d'une hauteur de 15 cm en 3 heures seulement.

## Démographie
Au recensement de 2000, la population était de 663 habitants, 331 ménages et 160 familles. La répartition ethnique était de 97,1 % d'Euro-Américains et 1,7 % d'Afro-Américains. Le revenu moyen par habitant était de 14 917 dollars avec 18,7 % vivant sous le seuil de pauvreté.

## Source
- (en) Cet article est partiellement ou en totalité issu de l’article de Wikipédia en anglais intitulé « Bath (Berkeley Springs), West Virginia » (voir la liste des auteurs).

1. ↑  http://www.journal-news.net/page/content.detail/id/583967/Berkeley-Springs-recovering-from-severe-flooding.html?nav=5006